# Angelo Barozzi
Angelo Barozzi, o Barocci (XII secolo – Bologna, 1238), è stato un patriarca cattolico italiano.

## Biografia
Pievano di San Giovanni di Rialto, poi cappellano di San Marco e cancelliere ducale. Nell'agosto del 1207 fu nominato patriarca di Grado.
Nel 1213 papa Innocenzo III emise una bolla con cui confermava alla sua Chiesa il titolo patriarcale; lo stesso fece Onorio III nel 1222. Nel 1215 prese parte al IV concilio lateranense e nel 1219 il pontefice gli chiese di adempire ai canoni del concilio stabilendo in ogni città della sua provincia ecclesiastica un maestro di teologia per il clero. Nello stesso anno il pontefice lo incaricò assieme a Leonardo, pievano di San Polo, di ricondurre all'obbedienza i vassalli friulani che si erano ribellati al patriarca di Aquileia; affidò loro, inoltre, il compito di indurre Veneziani, Vicentini, Padovani e Veronesi a rispettare le sanzioni economiche decise contro il comune di Treviso che si era schierato con i rivoltosi. Ciò non servì ad impedire lo scoppio del conflitto armato fra le due parti.
Nel 1220 Giovanni Tiepolo, podestà veneziano di Costantinopoli, assegnò al patriarca un affitto annuo di venti iperperi d'oro per poter costruire un nuovo fondaco su alcuni terreni di sua proprietà (la Chiesa gradense deteneva diversi beni a Bisanzio).
Se è dimostrata la fedeltà di alcuni vescovi suffraganei al Barozzi (e il caso dei giuramenti prestati dai vescovi Caorle e di Chioggia), non si può dire lo stesso per quello di Castello. Sin dal 1213 si ha notizia di una controversia fra le due sedi, riguardante principalmente questioni su attribuzioni e giurisdizioni; la lite si può spiegare con il fatto che il patriarca normalmente risiedeva presso la chiesa di San Silvestro a Venezia, città che per il resto dipendeva dalla diocesi castellana. La vertenza fu ricomposta solo nel 1230 grazie all'arbitrio di Giordano, priore di San Benedetto di Padova; ma già nel 1234 gli attriti dovevano essere ricomparsi, poiché il vescovo di Castello si rifiutava di accogliere il ritorno del patriarca con il suono delle campane e di nominarlo durante la benedizione del cero pasquale, secondo quanto prevedevano le consuetudini approvate dal pontefice.
Il Barozzi fu in conflitto anche con l'abate del monastero di San Giorgio Maggiore, rivendicando la propria giurisdizione sul cenobio. Fu il papa a dirimere la lite nel 1224: pur riconoscendo alcuni diritti reclamati dal patriarca, ne respinse le pretese sul monastero che pose sotto la sua diretta dipendenza.
Nel giugno 1237, a causa dell'età avanzata, decise di ritirarsi. Morì l'anno successivo a Bologna e venne sepolto nella chiesa di San Domenico.

## Successione apostolica
La successione apostolica è:
- Vescovo Giovanni Veneri (1219)